# Camillo Pabis Ticci
Camillo Pabis Ticci (Firenze, 1920 – 2003) è stato un giocatore di bridge italiano.

## Biografia
Nato a Firenze, era professionalmente un ingegnere, ma è divenuto celebre come giocatore di bridge. Membro del celebre Blue Team da quando, nel 1963, in coppia con Giorgio Belladonna contribuì alla conquista della Bermuda Bowl (Campionato del mondo a squadre nazionali). Impresa ripetuta successivamente per altre quattro volte, in coppia questa volta con Massimo D'Alelio, vincendo ininterrottamente il titolo mondiale fino al 1969. Ha vinto anche tre Olimpiadi del bridge e parecchi titoli nazionali, ed è arrivato secondo agli European Open Teams (1962, 1963).
Insieme a D'Alelio mise a punto un sistema licitativo, denominato Arno molto popolare tra i giocatori toscani.
È stato poi, un divulgatore del bridge, sia dalle colonne dell'Europeo, dove teneva una rubrica settimanale, sia soprattutto, con la pubblicazione di libri di successo.

## Palmarès

### Bermuda Bowl (World Team Championships)
- 1963, Saint-Vincent, Italia
- 1965, Buenos Aires, Argentina
- 1966, Saint-Vincent, Italia
- 1967, Miami Beach, USA
- 1969, Rio de Janeiro, Brasile

### Olimpiadi del bridge
- 1964, New York, USA
- 1968, Deauville, Francia
- 1972, Miami Beach, USA

## Pubblicazioni
- I princìpi del bridge (Milano: Biblioteca universale Rizzoli, 1975-1977), 2 vol. OCLC 3869562
- Smazzate in evidenza e ricordi in vetrina: in appendice I problemi di re Nabob, Guido Barbone e Pabis Ticci (Milano: Mursia, 1976), 399 pp.
- Il bridge è un gioco d'azzardo? (Roma: Marraro, 1979), 254 pp. OCLC 66007829